# 강일
강일(본명: 배영일, 1985년 10월 29일~)은 대한민국의 더 넛츠멤버이자 배우이다.

## 출연작

### 드라마
- 1999년 KBS2《어린 왕자》 - 정진성 역
- 2003년 MBC 《회전목마》
- 2003년 MBC 《꽃보다 남자》 - 루이 역

### 뮤직비디오
- 2002년 엠씨 더 맥스 - 잠시만 안녕